# USS Owen (DD-536)
Pour les articles homonymes, voir Owen.
Le USS Owen (DD-536) est un destroyer de la classe Fletcher en service dans la Marine des États-Unis pendant la Seconde Guerre mondiale. Il a été nommé en l'honneur du capitaine de corvette (Lieutenant Commander) Elias K. Owen pendant la guerre de Sécession.

## Construction
Sa quille est posée le 17 septembre 1942 au chantier naval Union Iron Works (Bethlehem Shipbuilding Corporation) de San Francisco, dans l'état de Californie. Il est lancé le 21 mars 1943; parrainé par Mme Hope Owen; et mis en service le 20 septembre 1943.

## Historique
Le Owen, affecté 52e escadron de destroyers (Destroyer Squadron 52 - DesRon 52), a terminé ses manœuvres au large de la Californie et son entraînement à Hawaï à temps pour rejoindre la Fast Carrier Task Force (alors appelée Task Force 58 (TF 58), car elle faisait alors partie de la 5e Flotte) (5th Fleet) pour l'opération Flintlock. Opérant avec les porte-avions pendant la majeure partie de la Seconde Guerre mondiale, il les escorte jusqu'à leurs objectifs, les protège lorsqu'ils lancent des bombardements en piqué, des mitraillages et des attaques à la torpille, et les couvre lorsqu'ils se retirent.

### 1944
Le 16 janvier 1944, le Owen quitte Pearl Harbor pour les Marshall. Entre le 29 janvier et le 3 février, il couvre les porte-avions du Task Group 58.2 au large de Kwajalein, puis se retire à Majuro. Depuis Majuro, son groupe effectue un raid sur Truk le 16 février, puis se retire brièvement à Pearl Harbor, avant de retourner à Majuro à la mi-mars.
Le 22 mars, les porte-avions, soutenus par des cuirassés et des croiseurs et protégés par un groupe de destroyers, quittèrent l'atoll avec le Owen dans l'anneau de protection extérieur. Après avoir mené des frappes à Palaos, Yap, Ulithi et Woleai, du 29 mars au 1er avril, ils sont retournés à Majuro, d'où ils se sont dirigés vers la Nouvelle-Guinée. Là, ils soutiennent les forces d'assaut de l'US Army en effectuant des raids sur Hollandia, Wakde, Sewar et Sarmi, du 21 au 22 avril, puis frappent Truk, Satawan et Ponape du 29 avril au 1er mai. La force frappe ensuite les îles Marcus et Wake, du 19 au 23 mai, puis se prépare à la campagne des îles Mariannes.
Le 6 juin, la Force de porte-avions a de nouveau appareillé de Majuro. Du 11 au 17 mai, ses navires et ses avions se déplacèrent des îles Volcano et des îles Bonin jusqu'à l'extrême sud des Mariannes pour soutenir l'assaut sur Saipan. Le 17, après avoir filtré les porte-avions pendant les frappes contre Saipan, Tinian, Rota et Guam, le Owen est informé de la présence d'une flotte japonaise en route depuis les Philippines. Le 18 mai, il continue d'attendre. Le 19 mai, les bombardiers en piqué ennemis ouvrent la bataille de la mer des Philippines. Tout au long de cette bataille de deux jours, qui a définitivement paralysé l'aviation maritime japonaise, le navire a poursuivi sa mission de protection au sein de l'écran de protection du porte-avions USS Bunker Hill (CV-17).
Des frappes sur l'île de Pagan ont précédé un bref maintien à Eniwetok. En juillet, la force frappe Iwo Jima et Chichi Jima, Palaos, Ulithi et Yap. En août, d'autres opérations sont menées dans les Mariannes et contre les îles Bonin. En septembre, les raids contre Palaos, Mindanao, Leyte, Luzon et Samar en soutien à la campagne de Palaos sont suivis en octobre d'une incursion dans les mers de Chine orientale et méridionale. Le 20 octobre, la force soutient les opérations amphibies sur Leyte et Samar.
Le Owen, contraint par des problèmes de chaudière de manquer les opérations en mer de Chine, rejoint la force pour les débarquements de Leyte. Le 25 octobre, le Owen, temporairement avec le TG 34.5, navigue pour aider les unités de la Task Force 77 (TF 77) qui ont engagé les forces ennemies tentant d'entrer dans le golfe de Leyte. Peu après minuit, au large de l'extrémité est du détroit de San-Bernardino, un destroyer ennemi, le Nowaki, fut pris sous le feu. Après plusieurs échanges, le Owen et son navire-jumeau (sister ship) USS Miller (DD-535) se rapprochent pour porter les derniers coups. Ils accomplissent leur mission en moins de 20 minutes. Le Nowaki est coulé avec la perte de tous les hommes et des survivants du croiseur japonais Chikuma qui avaient été récupérés la veille.
Les raids contre les installations ennemies aux Philippines se poursuivent en novembre. Le 25 novembre, la force se retira à Ulithi, d'où elle sortit le 11 décembre pour soutenir les opérations amphibies sur Mindoro. Des frappes sur Formose précédèrent un autre retour aux Philippines pour soutenir des débarquements amphibies, cette fois dans le golfe de Lingayen.

### 1945
Après l'assaut de Luzon, les sorties des porte-avions dans les mers de Chine méridionale et orientale s'intensifient. Les navires et les avions détruisent à plusieurs reprises des installations de Saigon aux Ryukyu et font fréquemment route vers le nord pour attaquer le cœur industriel du Japon. Du 19 au 21 février 1945, la force soutient l'assaut à Iwo Jima, puis repart vers l'ouest pour pilonner la plaine de Tokyo. À la mi-mars, une campagne de raids intensifiée contre les Ryukyu et le Japon est en cours, préparant le terrain pour une force d'invasion.
Le 19 mars, un bombardier en piqué ennemi pénètre dans la zone de protection et touche directement le porte-avions USS Franklin (CV-13). Après les opérations de sauvetage, le Owen est détaché, avec d'autres, pour escorter le porte-avions endommagé jusqu'à Ulithi.
Le Owen quitte Ulithi le 5 avril pour sa dernière opération. Pendant les 53 jours qui suivent, il protège le TG 58.2 qui assure la couverture aérienne des forces engagées dans la bataille d'Okinawa et effectue un raid sur Kyushu. Le 28 mai, il quitte la zone de combat d'Okinawa, qui fait l'objet d'une intense controverse. Naviguant vers le sud, il jette l'ancre dans le golfe de Leyte jusqu'au 20 juin, date à laquelle il prend le chemin du retour. Il arrive à San Francisco, en Californie, le 9 juillet et s'y trouve encore lorsque la guerre prend fin.

### Service d'après-guerre
Affecté à la 19e Flotte (19th Fleet) (flotte de réserve du Pacifique - Pacific Reserve Fleet), le Owen a été désarmé le 10 décembre 1946 et a été amarré à San Diego. Il y reste jusqu'à ce qu'il soit réactivé pendant la guerre de Corée. Il est remis en service le 17 août 1951, devenant le navire-amiral de la 282e division de destroyers (Destroyer Division 282 - DesDiv 282), et est affecté à la Flotte de l'Atlantique (Atlantic Fleet) en novembre. Les opérations par temps froid dans l'Atlantique Nord au début de 1952 sont suivies d'une révision au chantier naval de Charleston (Charleston Naval Shipyard) et d'opérations d'entraînement dans les Caraïbes.
Le 7 janvier 1953, il appareille avec sa division pour l'Extrême-Orient. Passant par le canal de Panama, il arrive à Sasebo, au Japon, le 12 février, rejoint la 7e Flotte (7th Fleet) et commence immédiatement les opérations au large de la péninsule coréenne. Le Owen répartit ses cinq mois de service au sein de la Force des Nations unies entre les porte-avions rapides (TG 77) et la Force de blocus et d'escorte (TF 95). Au sein de la première, ses opérations étaient similaires à ses missions de la Seconde Guerre mondiale, à savoir l'inspection et la surveillance des avions. Avec la seconde, il patrouille de Wonsan à Chongjin et sert de navire-amiral pour les unités de défense et de blocus de Yong Do et Wonsan. La défense des îles amies, la patrouille côtière, le bombardement côtier pour réduire au silence les batteries ennemies et entraver leurs activités de transport et de communication, et la destruction des mines faisaient partie de ces missions.
Le 26 juin, le Owen quitte Sasebo pour retourner à la base navale de Norfolk (Naval Station Norfolk - NS Norfolk) via le canal de Suez. Achevant son tour du monde le 22 août, il reste sur la côte est jusqu'en janvier 1954. Un déploiement de trois mois en Méditerranée suit, après quoi il retourne passer le reste de l'année dans l'Atlantique Ouest.
En janvier 1955, il est transféré à la Flotte du Pacifique (Pacific Fleet) et arrive à Long Beach le 26 janvier. Au moment du rapport, sa division est rebaptisée 192e division de destroyers (Destroyer Division 192 - DesDiv 192). De 1955 à 1958, le destroyer alterne les opérations d'entraînement dans le "EastPac" et les révisions du chantier naval avec les missions dans le "WestPac". En décembre 1957, il revient de son dernier déploiement de la 7e Flotte et se présente au chantier naval de Mare Island (Mare Island Naval Shipyard) pour y être mis hors service. Il est déclassé le 27 mai 1958 et est à nouveau amarré en Californie en tant qu'unité de la flotte de réserve du Pacifique, à Stockton.
Le Owen a été radié de la liste des navires (Naval Vessel Register) le 15 avril 1973, vendu le 27 novembre 1973 et démantelé.

## Décorations
Le Owen a obtenu 9 étoiles de combat (battle stars) pendant la Seconde Guerre mondiale et 2 pendant la guerre de Corée.